# Activador (genética)
Un activador transcripcional es una proteína (factor de transcripción) que aumenta la transcripción genética de un gen o conjunto de genes. La mayoría de los activadores son proteínas de unión al ADN que se unen a potenciadores o elementos proximales al promotor.
La mayoría de los activadores funcionan uniendo la secuencia, específicamente a un sitio de ADN ubicado en o cerca de un promotor y haciendo interacciones proteína-proteína con la maquinaria de transcripción general (ARN polimerasa y factores de transcripción general), lo que facilita la unión de la maquinaria de transcripción general al promotor. El sitio de ADN unido por el activador se denomina "sitio activador". La parte del activador que hace interacciones proteína-proteína con la maquinaria de transcripción general se denomina "región de activación". La parte de la maquinaria de transcripción general que produce interacciones proteína-proteína con el activador se denomina "diana de activación".

## Ejemplo
La proteína activadora de catabolitos (CAP, del inglés catabolite activator protein), también conocida como proteína receptora de cAMP (CRP), activa la transcripción en el operón lac de la bacteria Escherichia coli. El monofosfato de adenosina cíclico (cAMP) se produce durante la inanición de glucosa, se une a CAP y provoca un cambio conformacional que permite que CAP se una a un sitio de ADN ubicado adyacente al promotor lac. Luego, CAP hace una interacción directa proteína-proteína con la ARN polimerasa que recluta la ARN polimerasa al promotor lac.

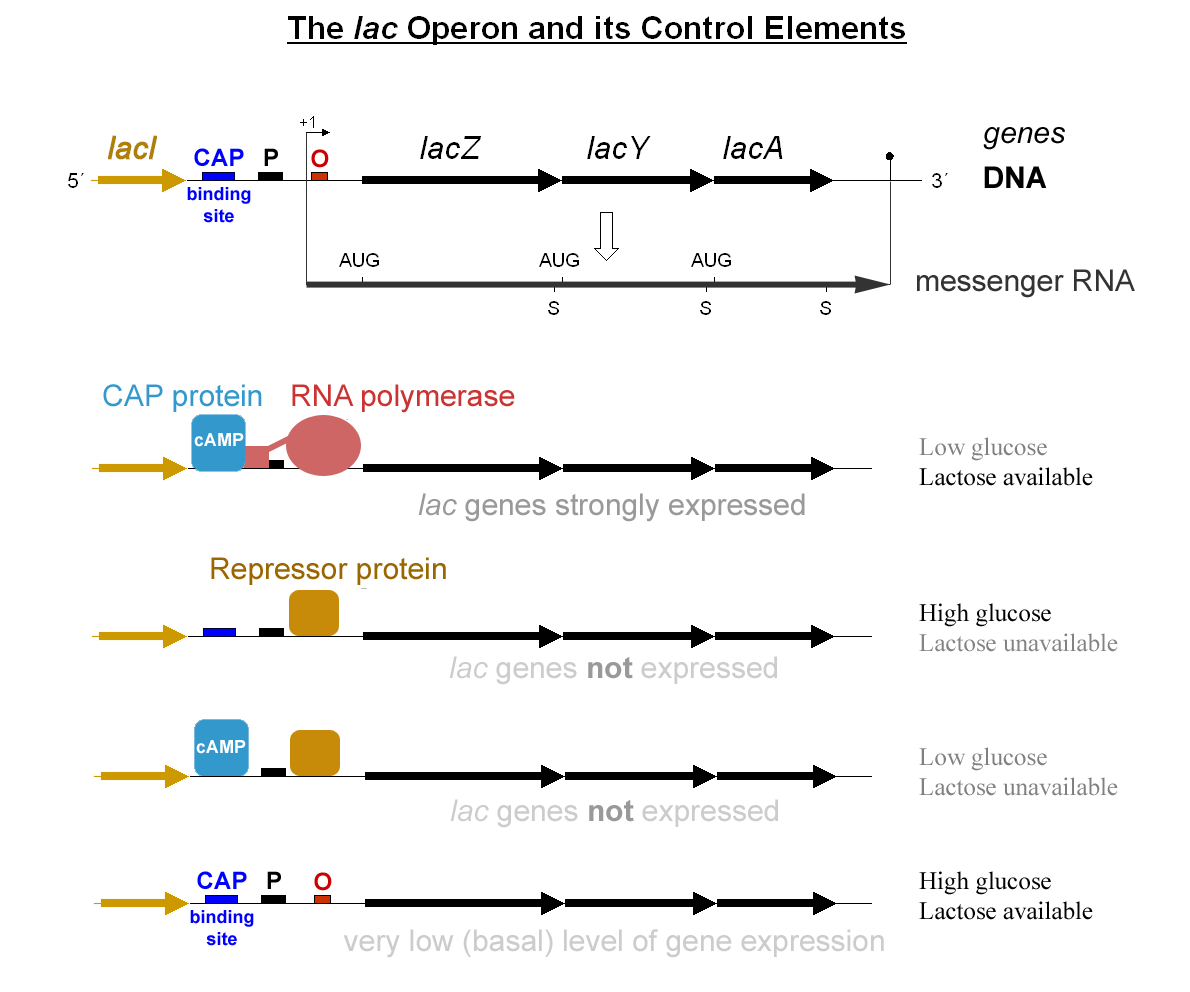
operón lac en detalle